# サーファー・ガール
『サーファー・ガール』(Surfer Girl)は、1963年にリリースされたザ・ビーチ・ボーイズのアルバム。ブライアン・ウィルソンがプロデューサーとしてクレジットされた最初のアルバム。
本作からブライアンは外部のセッション・ミュージシャンを多用することとなっていく。
ジャケット写真はサーフボードを抱えるメンバー（左からデニス・ウィルソン、デヴィッド・マークス、カール・ウィルソン、マイク・ラヴ、ブライアン・ウィルソン）。デビュー・アルバムの『サーフィン・サファリ』にも使用された1962年のフォト・セッションでの写真。
「サウス・ベイ・サーファー」にはアル・ジャーディンがクレジットされるが、彼は1963年に公演旅行に疲労したブライアンの代わりに再加入した。したがってデヴィッド・マークスとアル・ジャーディンの両名が共に短期間グループに在籍することとなった。

## 曲目
1. サーファー・ガール - Surfer Girl (Brian Wilson)
演奏時間：2'26"、リード・ヴォーカル：ブライアン・ウィルソン
2. キャッチ・ア・ウェイヴ - Catch a Wave (Brian Wilson/ Mike Love)
演奏時間：2'07"、リード・ヴォーカル：マイク・ラブ、ブライアン・ウィルソン
3. サーファー・ムーン - The Surfer Moon (Brian Wilson)
演奏時間：2'11"、リード・ヴォーカル：ブライアン・ウィルソン
4. サウス・ベイ・サーファー - South Bay Surfer (Brian Wilson/ Carl Wilson/ Al Jardine)
演奏時間：1'45"、リード・ヴォーカル：マイク・ラブ、ブライアン・ウィルソン
5. ロッキング・サーファー - The Rocking Surfer (Trad. Arr. Brian Wilson) ※インストゥルメンタル
演奏時間：2'00"
6. リトル・デュース・クーペ - Little Deuce Coupe (Brian Wilson/Roger Christian)
演奏時間：1'38"、リード・ヴォーカル：マイク・ラブ
7. イン・マイ・ルーム - In My Room (Brian Wilson/ Gary Usher)
演奏時間：2'11"、リード・ヴォーカル：ブライアン・ウィルソン
8. 夢のハワイ - Hawaii (Brian Wilson/Mike Love)
演奏時間：1'59"、リード・ヴォーカル：マイク・ラブ、ブライアン・ウィルソン
9. サーファーズ・ルール - Surfers Rule (Brian Wilson/Mike Love)
演奏時間：1'54"、リード・ヴォーカル：デニス・ウィルソン、ブライアン・ウィルソン
10. 僕らのカークラブ - Our Car Club (Brian Wilson/Mike Love)
演奏時間：2:22"、リード・ヴォーカル：マイク・ラブ、ブライアン・ウィルソン
11. ユア・サマー・ドリーム - Your Summer Dream (Brian Wilson/Bob Norberg)
演奏時間：2'27"、リード・ヴォーカル：ブライアン・ウィルソン
12. ブギ・ウディ - Boogie Woodie (Trad. Arr. Brian Wilson) ※インストゥルメンタル
演奏時間：1'56"

ボーナス・トラック
1. イン・マイ・ルーム(ドイツ語版） - In My Room
2. アイ・ドゥ - I Do